# Dysmachus harpagonis
Dysmachus harpagonis är en tvåvingeart som beskrevs av Seguy 1929. Dysmachus harpagonis ingår i släktet Dysmachus och familjen rovflugor. Inga underarter finns listade i Catalogue of Life.